# Haematochiton elateroides
Haematochiton elateroides är en skalbaggsart som beskrevs av Henry Stephen Gorham 1888. Haematochiton elateroides ingår i släktet Haematochiton och familjen trädsvampbaggar. Inga underarter finns listade i Catalogue of Life.